# مطرب فواز
مطرب فواز (27 مارس 1958 -)، ممثل سعودي. بدأ العمل الفني في عام 1972. في المسرح والإذاعة والتلفزيون والسينما. انطلق من المسرح المدرسي وبعد افتتاح التلفزيون في السعودية، إذ بدأ في التمثيل التلفزيوني وكان وقتها غير ملون ثم انتسب إلى الإذاعة السعودية بالرياض وشارك في العديد من البرامج والمسلسلات تقديمًا وتمثيلًا وكتابة. وفي بداية المسرح الجماهيري شارك في أول مسرحية جماهيرية أنتجتها الجمعية السعودية للثقافة والفنون عند إنشائها وهي مسرحية ( آخر المشوار)، كما شارك في أول فيلم سينمائي سعودي طويل من إنتاج وزارة الداخلية باسم (موعد مع المجهول) مدته حوالي 3 ساعات من إخراج نيازي مصطفى.

## الحياة الشخصية
مطرب فواز متزوج ولديه ثمانية أبناء هم: ماجد ومنى ومريم وفواز وتركي ومحمد وغادة ووليد.

## أعماله

### في التلفزيون

#### مسلسلات
- أحلام سعيدة (1972).
- البرهان المفقود (1973).
- قصة مثل
- سلسلة جدي ابوفلاح ( مسابقات تلفزيونية في التراث أثناء مهرجان الجنادرية) 8 سنوات متتالية (1990).
- أعداد مجهولة (1976).
- نورة (1977).
- ياكد مالك خلف (1978).
- العم معروف (1978).
- فارس من الجنوب (1979).
- مقالب من الحياة (1979).
- اللي خذته المدينة (1979).
- شمعة تحترق (1979).
- الجفاف يقتل الندى (1979).
- موعد مع المجهول (1980).
- ألم وحرمان (1981).
- سارة بين قلبين (1982).
- عائلة فوق تنور ساخن (1987).
- وادي الغزلان (1990).
- صعيمر وهباد (1990).
- النار والهشيم (1990).
- المخبز (1990).
- حلاب الذر (1992).
- حزم الظامي (1992).
- الرمضاء (1992).
- أخلاقنا (1993).
- خط البداية (1997).
- الصراحة راحة (1997).
- أحلام ضائعة (1997).
- زمن المجد (1998).
- بعضا كذا (2000).
- الزمن دوار (2001).
- فرط الرمان (2004).
- شمش ونهار (2006).
- عذاب (2008).
- المقطار (2008).
- هوامير الصحراء (2009).
- الساكنات في قلوبنا الجزء الأول والثالث. (2009)
- الصراع (2010).
- قووول في الثمانيات (2011).
- الخطاف (2013).
- الذاهبة (2015).[3]
- العاصوف الجزء الثاني (2019).
- شباب البومب 10 (2022)
- العاصوف الجزء الثالث (2022).[4]

### مسرحيات
- آخر المشوار (1976).
- قطار الحظ (1978).
- علمي علمك (2015).[5]

### الأفلام
- رسالة حب (2009).
- خطأ قاتل (2010).
- الرماد الأخير (2010).
- هوبال (2024).[6]

## روابط خارجية
- مطرب فواز على موقع قاعدة بيانات الأفلام العربية